# Nèctar (mitologia)
El nèctar (Νέκταρ) fou segons els antics poetes el vi o beguda dels déus que els fou donat per Hebe o per Ganímedes. El seu color és descrit com a vermell. El nèctar es barrejava amb aigua. Alguns poetes antic descriuen el nèctar no com una beguda sinó com un menjar dels immortals. Nèctar també era el bàlsam mitològic que impedia la descomposició dels cossos i segons Homer això passava quan es barrejava nèctar i ambrosia.